# Tibor Fábián
Tibor Fábián (ur. 26 lipca 1946 w Budapeszcie, zm. 6 czerwca 2006 tamże) – węgierski piłkarz grający na pozycji obrońcy. W swojej karierze rozegrał 16 meczów w reprezentacji Węgier.

## Kariera klubowa
Swoją karierę piłkarską Fábián rozpoczynał w klubie Ferencvárosi TC. W sezonie 1965 zadebiutował w nim w pierwszej lidze. W latach 1967 i 1968 wywalczył z nim mistrzostwo Węgier. W 1968 roku awansował z Ferencvárosi do finału Puchaur Miast Targowych, jednak w finałowym dwumeczu z Leeds United (0:1, 0:0) nie wystąpił.
W 1968 roku Fábián odszedł do Budapesti Spartacus, a w 1970 roku został zawodnikiem Vasasu Budapeszt. W sezonie 1976/1977 został mistrzem kraju. Z Vasasem zdobył też Puchar Węgier w sezonie 1972/1973 oraz Puchar Mitropa w 1970 roku. W 1977 roku zakończył karierę piłkarską.

## Kariera reprezentacyjna
W reprezentacji Węgier Fábián zadebiutował 19 maja 1971 roku w przegranym 0:3 meczu eliminacji do Euro 72 z Bułgarią. W 1972 roku wystąpił w dwóch meczach turnieju finałowego Euro 72: półfinale ze Związkiem Radzieckim (0:1) i o 3. miejsce z Belgią (1:2). Od 1971 do 1974 roku rozegrał w kadrze narodowej 16 meczów.
| Mecze i gole w reprezentacji | Mecze i gole w reprezentacji | Mecze i gole w reprezentacji | Mecze i gole w reprezentacji | Mecze i gole w reprezentacji | Mecze i gole w reprezentacji | Mecze i gole w reprezentacji |
| #                            | Data                         | Stadion                      | Rywal                        | Wynik                        | Gol                          | Rozgrywki                    |
| 1971                         | 1971                         | 1971                         | 1971                         | 1971                         | 1971                         | 1971                         |
| ---------------------------- | ---------------------------- | ---------------------------- | ---------------------------- | ---------------------------- | ---------------------------- | ---------------------------- |
| 1.                           | 19.05.1971                   | Sofia, Bułgaria              | Bułgaria                     | 0:3                          | 0                            | el. ME 1972                  |
| 2.                           | 21.07.1971                   | Rio de Janeiro, Brazylia     | Brazylia                     | 0:0                          | 0                            | towarzyski                   |
| 3.                           | 01.09.1971                   | Budapeszt, Węgry             | Jugosławia                   | 2:1                          | 0                            | towarzyski                   |
| 4.                           | 25.09.1971                   | Budapeszt, Węgry             | Bułgaria                     | 2:0                          | 0                            | el. ME 1972                  |
| 1972                         |                              |                              |                              |                              |                              |                              |
| 5.                           | 12.01.1972                   | Madryt, Hiszpania            | Hiszpania                    | 0:1                          | 0                            | towarzyski                   |
| 6.                           | 29.04.1972                   | Budapeszt, Węgry             | Rumunia                      | 1:1                          | 0                            | el. ME 1972                  |
| 7.                           | 14.05.1972                   | Bukareszt, Rumunia           | Rumunia                      | 2:2                          | 0                            | el. ME 1972                  |
| 8.                           | 17.05.1972                   | Belgrad, Jugosławia          | Rumunia                      | 2:1                          | 0                            | el. ME 1972                  |
| 9.                           | 25.05.1972                   | Sztokholm, Szwecja           | Szwecja                      | 0:0                          | 0                            | el. MŚ 1974                  |
| 10.                          | 14.06.1972                   | Bruksela, Belgia             | ZSRR                         | 0:1                          | 0                            | ME 1972                      |
| 11.                          | 17.06.1972                   | Liège, Belgia                | Belgia                       | 1:2                          | 0                            | ME 1972                      |
| 1973                         |                              |                              |                              |                              |                              |                              |
| 12.                          | 29.04.1973                   | Budapeszt, Węgry             | Austria                      | 2:2                          | 0                            | el. MŚ 1974                  |
| 13.                          | 16.05.1973                   | Karl-Marx-Stadt, NRD         | NRD                          | 1:2                          | 0                            | towarzyski                   |
| 14.                          | 26.09.1973                   | Belgrad, Jugosławia          | Jugosławia                   | 1:1                          | 0                            | towarzyski                   |
| 1974                         |                              |                              |                              |                              |                              |                              |
| 15.                          | 17.04.1974                   | Dortmund, RFN                | RFN                          | 0:5                          | 0                            | towarzyski                   |
| 16.                          | 29.05.1974                   | Székesfehérvár, Węgry        | Jugosławia                   | 3:2                          | 0                            | towarzyski                   |